# 花脊玉米捲管螺
花脊玉米捲管螺（学名：Inquisitor rufovaricosa）为捲管螺科玉米捲管螺屬下的一个种。